# Država
Država (sl. ‚Der Staat‘) ist ein Musikstück der slowenischen Band Laibach. Es erschien 1985 auf ihrem Debütalbum Laibach.

## Entstehung
Die erste Version des Musikstücks wurde 1982 aufgenommen. Die auf dem Debütalbum veröffentlichte Version wurde im September 1983 im Studio Metro in Ljubljana aufgenommen und im April 1985 durch ŠKUC-Ropot in Slowenien veröffentlicht. Da der Band bis 1987 die Verwendung des Namens Laibach verboten wurde, erschien die LP ohne diesen, um das Verbot umgehen zu können. Eine Besonderheit ist laut der Band auch die improvisierte Methode beim Sampling, da es damals noch keine Sampler gab und dies eine tabula rasa war.

## Musik
Die Musik ist „monumental, erdrückend und erinnert an den Soundtrack des Films ‚Where Eagles Dare‘“.

## Text
Der Text wird viermal wiedergegeben, „also vier Anrufungen oder Schlachtrufe“. Die zweite Wiedergabe wird von einer Rede des ehemaligen jugoslawischen Präsidenten Josip Broz Tito begleitet, „in welcher die Brüderlichkeit und Gleichheit der Nation beschworen wird“. Tito verkündete, es sei viel Blut für die Brüderlichkeit und Einheit der jugoslawischen Nationen vergossen worden, und es werde nicht zugelassen, dass jemand diese Brüderlichkeit und Einheit von innen zu zerstören versuche. Die Forderung nach Einheit um jeden Preis steht hierbei im Widerspruch zur Aussage „all freedom is allowed, authority here belongs to the people“. Einen entsprechenden Widerspruch innerhalb der Verwaltungsstruktur Jugoslawiens spricht auch Renata Salecl in ihrem Buch The Spoils of Freedom : Psychoanalysis and Feminism after the Fall of Socialism an; die Vielzahl möglicher Interpretationen dieses Widerspruchs habe zum Auseinanderbrechen des Systems geführt; an diesem Punkt seien Elemente, die bis dahin die ideologische Struktur formten, unabhängig geworden und hätten als „schwebende Signifikate“ zu funktionieren begonnen. Laibach war, so Winifred Griffin, aktiv in der Manipulation und Reartikulation dieser „schwebenden Signifikate“ gewesen.

## Musikvideo

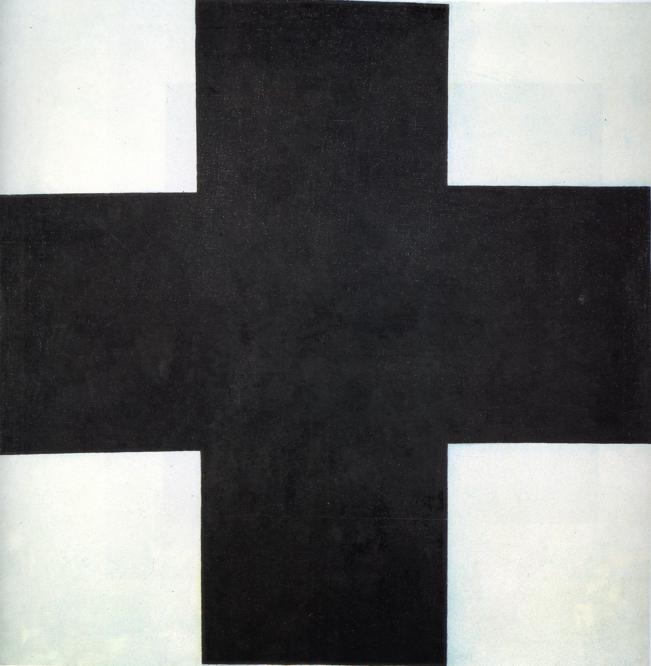
Schwarzes Kreuz von Kasimir Malewitsch, ein oft von der Band Laibach verwandtes Symbol

Unter der Regie von Daniel Landin entstand ein 1986 veröffentlichtes Schwarz-weiß-Musikvideo, das Teil der Performance No Fire Escape in Hell war. Im Gegensatz zur LP-Version verwendet diese Version den Text des die LP einleitenden Stücks Cari amici. Laibach steht auf einer beleuchteten Bühne vor einem Emblem mit dem für die Band typischen schwarzen Kreuz auf weißem Grund. Der Sänger, Milan Fras, steht in der Mitte, trägt einen Anzug und hat eine steife Haltung eingenommen. Sein Ausdruck wird von Hanser als „autoritär und gleichsam konzentriert, verbissen, wenn er ins Mikrophon brüllt“ beschrieben. Er wirke „Angst einflößend und aufgrund der Anstrengung gleichsam lächerlich“. Die neben ihm positionierten Trommler tragen aufgekrempelte Hemden, auf ihren Krawatten ist das NSK-Symbol zu sehen. Sie erscheinen, so Hanser, „fanatisch, gefährlich und gewissenlos“ und agieren nach Alexei Monroes Beschreibung als „depersonalisierte Automaten“; ihre roboterhaften Bewegungen suggerieren „eher lobotomierte Nazi-Rekruten als unter dem Gewicht ihres eigenen Egos prügelnde Rock-Schlagzeuger“. Die Trommler wie auch die Trompeter und Hornbläser (die das Erzeugen der Klänge oftmals offensichtlich nur mimen) starren in rigider Position und mit fanatisch-emotionslosem Ausdruck vorwärts. Ihre mechanischen und synchronen Bewegungen suggerieren gedrillte Militärtrommler, die nicht zu eigenen Gedanken oder Gesten fähig sind. Der Gitarrist passt „aufgrund seines Instruments überhaupt nicht ins Bild“ und „stört die gängige Vorstellung eines totalitären Spektakels“.
Zum von Laibach vorgegebenen Takt bewegen sich „die Tänzer, die Masse, das ‚Volk‘“. Vor der ersten Textwiedergabe beziehungsweise Anrufung existiert nur Laibach auf der beleuchteten Bühne, „die von dem Nichts umgeben ist“. Mit der Anrufung erscheint das Individuum (der Tänzer Michael Clark) kurz, „das mehr Körper als Person ist und drehende Bewegungen macht, als ob es hin und her gewirbelt würde“ und sich „noch im Nichts“ befindet. Der Sänger „wartet und lässt seinen Willen mit Pauken und Trompeten verkünden“. Die zweite Anrufung ist von der Rede Titos begleitet; das Individuum erscheint wieder, diesmal länger, und springt in drehenden Bewegungen von einem Punkt zum nächsten. Die Bühne erscheint hierbei kurzzeitig im Hintergrund „und lässt sich darüber hinaus durch das blinkende Licht erahnen“. Mit der dritten Anrufung läuft die Menschenmenge in Richtung Bühne und „versucht unter dem strengen Blick Laibachs eine geordnete Choreographie zu bewerkstelligen“. Sobald die Tänzer eine Position gefunden haben, in welcher sie mit dem linken Arm den rechten abgewinkelt hoch halten, „ist die Anwesenheit Laibachs nicht mehr notwendig, weil nun alles von selbst geschieht“. Im Nichts „schlängelt oder kriecht ein Körper den Boden entlang“. Mit der letzten Anrufung „zerfällt ein sich drehender Organismus in zwei Teile, die sich aus dem Bild drehen“. Die Bühne „scheint zu erzittern, einer Erschütterung zu erliegen, die sich jedoch beruhigt“. Zuletzt ist wieder Laibach auf der beleuchteten Bühne stehend und vom Nichts umgeben zu sehen.
Aufgrund der vierfachen Anrufung und des Titels Država „drängt es sich auf diese Arbeit mit Althusser zu lesen“, so Eva-Maria Hanser. Althusser „entwickelt in seinem Text ‚Ideologie und ideologische Staatsapparate‘ eine Theorie der ideologischen Anrufung: Ein vierfaches System der Anrufung gewährleistet das reibungslose Funktionieren der Masse“. Das Individuum wird „als freies Subjekt angerufen“ und „erhält somit Anerkennung“. Es wird auf seine gesellschaftliche Teilhabe, seinen Platz in der Gesellschaft hingewiesen. Die Anrufung des Individuums als Subjekt setzt aber ein anrufendes absolutes SUBJEKT voraus, dem sich das Subjekt unterwirft. Die zweite Anrufung wird durch Titos Rede verstärkt, „deren Quelle nicht sichtbar, von überall herkommen könnte und deshalb allmächtig ist oder erscheint“. Hier wird Tito „als das absolute SUBJEKT gesetzt und Laibach fungiert hier als dessen Verdoppelung, als Garantie, dass ES existiert, als Apparat der durch eine rituelle Praxis den Glauben daran regelt“. Der „mit der Bühne bildlich in Kontext gesetzte“ Tänzer als Subjekt „unterwirft sich aufgrund der Anrufung freiwillig, das SUBJEKT ist Teil seiner Welt geworden“. Mit der dritten Anrufung „vollzieht sich die gegenseitige Anerkennung der Subjekte und des SUBJEKTS, der Subjekte untereinander und des Subjekts selbst“; als Garantie, dass die Subjekte zum SUBJEKT gehören, muss dieses sie ebenfalls anerkennen. Die gemeinsame Teilnahme der Tänzer am Ritual „verweist auch auf die gegenseitige Anerkennung untereinander, dass sie alle Subjekte dieses SUBJEKTS sind“. Der kriechende Körper im Nichts könnte einerseits bedeuten, „dass sich das Subjekt selbst als ein solches anerkennt und es mit dieser erniedrigenden Position akzentuiert“, „[a]ndererseits scheint es aber, als ob dieser Körper versuchen würde sich heimlich fortzustehlen, aber dadurch droht im Nichts zu enden, in der Bedeutungslosigkeit zu versinken, also seinen Platz in der Gesellschaft zu verlieren“. Die Geschehnisse nach der letzten Anrufung „können als Verweis auf die Garantie gelesen werden: das SUBJEKT bleibt auch nach der Erschütterung bestehen und erkennen sich die Subjekte als das was sie sind bleibt alles in Ordnung, wenn sie es jedoch nicht tun (der Tänzer-Organismus löst sich auf) droht die Ordnung zu kippen, was durch die Erschütterung gezeigt wird“. Laibach inszeniert sich somit als totalitärer Staat „und verweist damit auch auf das Konzert als einen ideologischen Staatsapparat, als eine rituelle Veranstaltung der Anrufung durch welche Ideologien transportiert werden“, gleichzeitig verweist die Darbietung auf den repressiven Staatsapparat, „der auf Gewalt beruht, nämlich mit der Gewalt der Stimme, dem autoritären Auftreten und der Gewalttätigkeit mit welcher die Trommler auf ihr Instrument einschlagen, ein Akt der an das Niederknüppeln von (widerspenstigen) Individuen erinnert“.